# Černčice, Louny
Černčice là một làng thuộc huyện Louny, vùng Ústecký, Cộng hòa Séc.